# Pine Level (Karolina Północna)
Pine Level – miasto w Stanach Zjednoczonych, w stanie Karolina Północna, w hrabstwie Johnston.